# MCM 코믹 콘 런던
MCM 코믹콘 런던(이전에는 런던 무비, 코믹스, 미디어 엑스포, 런던 MCM 엑스포, MCM 런던 코믹콘으로 알려짐)은 2002년부터 매년 두 차례, 보통 5월과 10월 마지막 주말에 엑셀 런던에서 개최되는 사변물 동인 행사이다. 이 컨벤션은 주로 만화책, 비디오 게임, SF, 코스프레, 일본의 애니메이션 및 대중 매체에 중점을 둔다.

## 역사
런던 무비, 코믹스, 미디어 엑스포는 2001년 초 폴 마일리(사이파이쇼)와 브라이언 쿠니(울프 이벤트)에 의해 설립되었다.
컨벤션은 매년 두 차례, 보통 5월과 10월의 마지막 주말에 개최된다. 2009년 5월과 같이 예외적인 경우도 있었다.
이 행사는 하루 행사로 시작하여 3일로 확대되었고, 유니버설 픽처스/유니버설 스튜디오, 트웬티스 센츄리 폭스, MVM 엔터테인먼트, 만화 엔터테인먼트, All the Anime, 마블 코믹스, NEO 잡지의 대표들의 참여와 주목을 이끌어냈다.
무비 코믹 미디어(MCM) 엑스포 그룹은 런던, 버밍엄, 미들랜즈, 아일랜드, 북아일랜드, 벨파스트, 맨체스터, 리버풀, 스코틀랜드, 스톡홀름, 말뫼, 코펜하겐, 벨기에, 하노버 MCM 코믹콘을 주최한다. 2017년 10월 23일, ReedPop이 MCM과 영국의 모든 행사를 인수했다.
영국의 코로나19 범유행으로 인해 2020년 10월 MCM 런던 코믹콘은 취소되었다. 2021년 10월 22~24일에 새로운 안전 조치와 함께 다시 열렸다.

## 쇼 특징

### 전시홀
MCM 런던 코믹콘은 영화 스튜디오와 TV 방송국과 같은 미디어 회사를 포함한 딜러 스탠드 및 전시업체를 위한 넓은 공간을 가지고 있다. 또한 양쪽에 프로젝션 모니터가 있는 대형 무대와 약 1,000석 규모의 좌석이 있는 연극 공간도 있다.

### 게스트
인기 미디어의 게스트들이 쇼에 초대되는 경우가 많다. 이들은 다양한 이유로 참여한다. 종종, 이는 영화, TV 또는 인쇄물 등 최신 제품이나 제작물을 홍보하기 위함이다. 때로는 그들에게 중요한 자선 단체나 명분을 위한 인식과 기금을 모으기 위함일 수도 있다. TV 및 영화 유명인사들이 사인회를 열고 질문 및 답변 시간 동안 팬들과 직접 만나거나 무대에서 소통하는 것을 흔히 볼 수 있다. 만화책 전문가들과의 패널, 세미나, 워크숍 외에도 다가올 TV 및 장편 영화 미리보기, 비디오 게임 회사와의 포트폴리오 검토 세션이 있다.

### 사인회
이 행사에는 영화 및 TV 분야의 유명인사들이 대중을 위해 물품에 사인을 해주는 사인회 구역도 포함되어 있다.

### 코스프레
티켓 소지자들은 코스프레에 참여하는 것이 허용되며, 많은 경우 장려된다. 코스프레는 쇼에서 가장 인기 있는 부분 중 하나가 되었다. 이는 코스튬 플레이어의 최신 작품을 선보이거나, 자신이 좋아하는 캐릭터에 대한 헌신을 보여주거나, 같은 시리즈의 다른 코스플레이어들과 역할연기에 참여하거나, 상호 관심사를 가진 새로운 사람들을 만나는 목적이 있다. 이 쇼에서는 또한 매년 10월에 유로코스프레 챔피언십이 개최되며, 5월 행사에서 영국 예선 참가자 중 한 명이 결정된다.

### 만화 마을
만화 마을은 MCM 엑스포 그룹의 일원인 게리 "휠스" 하우가 기획한 쇼의 한 부분이었다. 이 구역에는 약 200개의 테이블이 있었고, 아마추어 및 전문 예술가, 작가, 출판사들이 그들의 만화와 인쇄물을 판매했다. 또한 만화 업계의 유명인사들이 와서 대중을 만나는 서명 구역도 있었다. 이전 게스트로는 게일 시몬, 케빈 이스트먼, 프레이저 어빙, 앤터니 존스턴 등이 있다.

### MCM 프린지 페스티벌
2010년, MCM 프린지 페스티벌은 새롭게 단장하고 새로운 로고를 받았다. 프린지의 주요 목적은 코스플레이어들이 사진 촬영, 만남, 피크닉 및 모임을 조직할 수 있도록 하는 것이다. 주최자들은 엑스포 내에서 자신의 이벤트를 더 쉽게 만들고 홍보할 수 있다. 동시에, 엑스포의 나머지 참가자들은 웹사이트를 검색하고 참여를 결정할 수 있다. 사진 촬영은 더 성공적일 것이며 같은 애니메이션이나 게임에서 더 많은 사람들을 끌어들일 가능성이 높다. 이전 행사에는 피크닉, 춤, 비디오 게임 토너먼트가 포함되었다.

### 이글 어워드 포 코믹스
이글 어워드는 1977년에 설립되었으며 만화 업계에서 가장 오래된 팬 투표 상이었다. 이 상은 2010년부터 2012년까지 매년 5월 MCM 런던 코믹콘에서 개최되었으며, 이후 2013년에 MCM 어워드로 이름이 변경되었다. 다음 해인 2014년, 이글 어워드는 새로운 이름인 더 스탠 리 이글 어워드로 수여되었고 그 다음에는 트루 빌리버 코믹 어워드로 수여되었다. 이 상은 런던 영화 및 코믹 콘에서 수여되었지만 이후로는 수여되지 않았다.

### 비드페스트UK
비드페스트UK는 애니메이션, 브이로그, 다양한 웹 시리즈 등 온라인 시각 미디어에 전념하는 엑스포의 한 영역이다. 주목할 만한 게스트로는 톰스카 및 미스터위블과 같은 유튜브 파트너가 있다.

### 마이엠 매거진
현재는 폐간된 마이엠 매거진은 행사장에 존재하지 않는다.

## 장소 및 날짜
|                                     | 날짜                | 장소      | 참가자 수         | 유명 게스트 |
| ----------------------------------- | ------------------- | --------- | ----------------- | --- |
| 런던 무비 코믹 & 미디어 엑스포 2002 | 2002년 5월          | 엑셀 런던 |                   | |
| 런던 무비 코믹 & 미디어 엑스포 2002 | 2002년 10월         | 엑셀 런던 |                   | |
| 런던 무비 코믹 & 미디어 엑스포 2003 | 2003년 5월          | 엑셀 런던 |                   | |
| 런던 무비 코믹 & 미디어 엑스포 2003 | 2003년 10월         | 엑셀 런던 |                   | |
| 런던 무비 코믹 & 미디어 엑스포 2004 | 2004년 5월          | 엑셀 런던 |                   | |
| 런던 무비 코믹 & 미디어 엑스포 2004 | 2004년 10월         | 엑셀 런던 |                   | |
| 런던 무비 코믹 & 미디어 엑스포 2005 | 2005년 5월 14~15일  | 엑셀 런던 |                   | 테릴 로서리 |
| 런던 무비 코믹 & 미디어 엑스포 2005 | 2005년 10월 29~30일 | 엑셀 런던 |                   | |
| 런던 무비 코믹 & 미디어 엑스포 2006 | 2006년 5월 27~28일  | 엑셀 런던 |                   | 메일리 플래너건 |
| 런던 무비 코믹 & 미디어 엑스포 2006 | 2006년 10월 28~29일 | 엑셀 런던 |                   | 에런 디스뮤크, 유리 로언솔, 타라 플랫 |
| 런던 무비 코믹 & 미디어 엑스포 2007 | 2007년 5월 26~27일  | 엑셀 런던 |                   | 소니아 렁, 빅 미뇨나, 스파이크 스펜서 |
| 런던 무비 코믹 & 미디어 엑스포 2007 | 2007년 10월 20~21일 | 엑셀 런던 |                   | 로라 베일리, 조니 용 보시, 콜린 클링컨비어드, 빌리 투치 |
| 런던 무비 코믹 & 미디어 엑스포 2008 | 2008년 5월 24~25일  | 엑셀 런던 |                   | 마이크 맥파랜드 |
| 런던 무비 코믹 & 미디어 엑스포 2008 | 2008년 10월 25~26일 | 엑셀 런던 |                   | 브래드 스웨일 |
| 런던 무비 코믹 & 미디어 엑스포 2009 | 2009년 5월 23~24일  | 엑셀 런던 |                   | |
| 런던 무비 코믹 & 미디어 엑스포 2009 | 2009년 10월 24~25일 | 엑셀 런던 |                   | 앨리슨 스카글리오티 |
| 런던 무비 코믹 & 미디어 엑스포 2010 | 2010년 5월 29~30일  | 엑셀 런던 |                   | 안도 마사히로, 트로이 베이커, 스베틀라나 치마코바, 카일 에이베어, 소니아 렁, 유리 로언솔, 마이크 맥파랜드, 미나미 마사히코, 타라 플랫 |
| 런던 무비 코믹 & 미디어 엑스포 2010 | 2010년 10월 29~31일 | 엑셀 런던 | 50,000+           | 글렌 모샤워, 콜린 퍼거슨, 사울 루비넥, 에디 매클린톡, 조앤 켈리, 카밀 코두리, 크리스 고디어, 조던 힌슨, 루커스 브라이언트, 존 디 랜시, 토니 토드, 로저 크레이그 스미스, 마이클 신터니클라스, 스테퍼니 셰이, 잭 케니, 아드리안 호지스, 팀 헤인즈, 샘 에른스트, 짐 던 |
| 런던 무비 코믹 & 미디어 엑스포 2011 | 2011년 5월 27~29일  | 엑셀 런던 | 60,000명 미만     | 빌리 웨스트, 필 러마, 로런 톰, 모리스 라마시, 토머스 크레이그, 조니 해리스, 크레이그 올레이닉 |
| 런던 MCM EXPO 2011                  | 2011년 10월 28~30일 | 엑셀 런던 | 62,000명          | 샐리 리처드슨, 조너선 영, 빅 미뇨나, 애갬 다시, 제이미 파글리아, 알렉사 해빈스, 알린 터, 이브 마일스, 기디언 에머리, 아담 하우덴, 피터 F. 해밀턴 |
| 런던 MCM EXPO 2012                  | 2012년 5월 25~27일  | 엑셀 런던 | 62,000 – 70,000명 | 대니 드비토, 킴벌리 브룩스, 케빈 이스트먼, 래피얼 스바지, 타일러 헤클린, 홀랜드 로든, 스테퍼니 셰이, 마이클 신터니클라스, 노엘 클라크, 파스칼 휴튼, 데이비드 준톨리, 요하네스 로버츠 |
| 런던 MCM EXPO 2012                  | 2012년 10월 26~28일 | 엑셀 런던 | 70,000명          | 맷 스미스, 빌 팩스턴, 루커스 브라이언트, 앨리 힐리스, 에릭 밸포, 앤드루 리 포츠, Rooster Teeth 프로덕션 스튜디오 멤버, 에즈월드 프로덕션 스튜디오 멤버, 워릭 데이비스 |
| 런던 MCM EXPO 2013                  | 2013년 5월 24~26일  | 엑셀 런던 | 76,000명          | 에드거 라이트, 제이슨 플레밍, 마크 미어, 두그레이 스콧, 배럿 포아, 앤드루 리 포츠, 해나 스피어릿, 와타나베 신이치로, 톰 호퍼, 알렉산더 블라호스, 커밀라 러딩턴, 타일러 헤클린 및 틴 울프의 동료 출연진, 랍 밴 댐 |
| MCM 런던 코믹콘 2013                | 2013년 10월 25~27일 | 엑셀 런던 | 88,000명          | 켈리 후, WIT STUDIO 일부 멤버, 루커스 브라이언트, 에밀리 로즈, 앤드루 리 포츠, 해나 스피어릿, 콜린 포드, 트로이 베이커, 유리 로언솔, 타라 플랫, 로저 크레이그 스미스, 일라이어스 투펙시스, 리처드 엡카, 카이 오언, 마크 레스터, 론 무디, 에디 매클린톡, 토머스 제인, 알렉시스 크루즈, 시드니 화이트 |
| MCM 런던 코믹콘 2014                | 2014년 5월 23~25일  | 엑셀 런던 | 101,600명         | 린지 폰세카, YOSHIKI, 딜런 브루스, 메건 오리, 베벌리 엘리엇, 세이셸 게이브리얼, 드루 로이, 코너 제섭, 콜린 커닝햄, 루시아나 캐로, 타마라 테일러, 그레그 핀리, 웬디 리, 필 러마, 그레그 사이프스, 크리스토퍼 대니얼스, 카자르인, 바바 히데오, 코노 카즈토키, 이노우에 타카미츠, 사라 루이스 매디슨, 헨리 윙클러, 로버트 르웰린, 셰인 리치, 크레이그 페어브래스, 존 알트만, 줄리언 글러버, 니나 와디아, 제임스 코스모, 스콧 애드킨스, 닉 네버른, 제이슨 마자, 레너드 라이스, 이언 맥니스, 아네트 배들랜드, 캐롤라인 먼로 |
| MCM 런던 코믹콘 2014                | 2014년 10월 24~26일 | 엑셀 런던 |                   | 카란 애슐리, 로라 베일리, D.C. 더글러스, 로빈 앳킨 다운즈, 샌디 폭스, 월터 E. 존스, 렉스 랭, 빅 미뇨나, 로버트 피카도, 사울 루비넥, 오스틴 세인트 존, 와타나베 신이치로, 트라비스 윌링햄, 데이비드 요스트 |
| MCM 런던 코믹콘 2015                | 2015년 5월 22~24일  | 엑셀 런던 |                   | |
| MCM 런던 코믹콘 2015                | 2015년 10월 23~25일 | 엑셀 런던 | 130,560명         | 스티븐 모펏, 마크 게이티스, 앨런 튜딕, 놀런 노스, 노아 와일리, 찰리 힉슨, 가레스 에번스, 신시아 아다이로빈슨, 캔디스 패튼, RJ 마이트, 이언 매켈리니, 이언 비티, 유진 사이먼, 빅터 웹스터, 사울 루비넥, 알렉산더 코크, 콜린 포드, 로버트 르웰린, 대니 존줄스, 제시카 디치코, 코야마 시게토, 밥 레이턴, 존 매크레아, 토니 리, 더 요그캐스트, Rooster Teeth, 할리우드 쇼 (및 기타) 및 워킹 데드, 휴먼스, 다빈치스 데몬스, 썬더버드 아 고, 베오울프: 쉴드랜드로의 귀환, 아웃캐스트, 이브, 높은 성의 사나이, 미스터 로봇의 출연진 및 제작진 일부 |
| MCM 런던 코믹콘 2016                | 2016년 5월 27~29일  | 엑셀 런던 | 133,156명         | 워릭 데이비스, 숀 켈리, 대니얼라 루아, 에릭 크리스천 올슨, 존 노블, 스코티 톰프슨, 엘리자베스 헨스트리지, 앤드루 리 포츠, 해나 스피어릿 |
| MCM 런던 코믹콘 2016                | 2016년 10월 28~30일 | 엑셀 런던 |                   | 멀리사 라우시, 쿠널 나이어, 제시 아이젠버그, 린지 존스, 바바라 덩클먼, 카라 에버르레, 애린 제크, 피터 데이비슨, 마이클 페이지 |
| MCM 런던 코믹콘 2017                | 2017년 5월 26~28일  | 엑셀 런던 |                   | 견자단, 서머 글라우, 존 월시, 루 퍼리그노, 샘 J. 존스, 캐서린 테이트, 빌리 파이퍼, 카스페르 크룸프, 마누 베넷, 에코 켈럼, 빅터 가버, 번 트로이어, 데이브 프로스, 가이 헨리, 제마 레드그레이브, 미나미카와 타츠마, 베로니카 테일러 |
| MCM 런던 코믹콘 2017                | 2017년 10월 27~29일 | 엑셀 런던 |                   | 헤일리 앳웰, 크리스 배리, 마누 베넷, 조니 용 보시, 개러스 데이비드로이드, 워릭 데이비스, 댄 그린 (성우), 해티 헤이리지, 로버트 르웰린, 앤서니 매키, 찰스 마티네이, 에릭 스튜어트, 요시나리 요우 |
| MCM 런던 코믹콘 2018                | 2018년 5월 25~27일  | 엑셀 런던 |                   | 크리스 배리, 마이클 빈, 폴 블레이크, 케빈 콘로이, 더멋 크롤리, 짐 커밍스, 앤서니 대니얼스, 펄리샤 데이, 존 디마지오, 제스 하넬, 앨런 해리스, 데이비드 헤이터, 켄 래슐리, 실베스터 매코이, 카리 페이턴, 루시 폴, 타라 샌즈, 에이프릴 스튜어트, 제임스 아널드 테일러 |
| MCM 런던 코믹콘 2018                | 2018년 10월 26~27일 | 엑셀 런던 |                   | 콜린 베이커, 크리스 배리, 데이브 바티스타, 데이비드 브래들리, 잭 캘리슨, 스티브 카데나스, 빅 미뇨나, 프랭크 밀러, 놀런 노스, 샘 리겔, 존 로미타 주니어, 캐서린 서덜랜드, 베로니카 테일러 |
| MCM 코믹콘 런던 2019                | 2019년 5월 24~26일  | 엑셀 런던 |                   | 스티븐 아멜, 트로이 베이커, 미샤 콜린스, 에런 디스뮤크, 리코 파하르도, 데이비드 하버, 제이슨 리브레히트, 매디슨 린츠, 엘리자베스 맥스웰, 제이슨 뮤스, 놀런 노스, 브라이언 오할로런, 데이비드 램지, 에밀리 벳 리카즈, 린지 시델, 세바스티안 스탄, 사라 위델헤프트 |
| MCM 코믹콘 런던 2019                | 2019년 10월 25~27일 | 엑셀 런던 |                   | 소피아 릴리스, 제이든 마텔, 와이엇 올레프, 사이먼 페그, 제이슨 데이비드 프랭크, 나키아 버리즈, 캐서린 서덜랜드, 놀런 노스, 트로이 베이커, 린지 존스, 찰스 마티네이, 타라 스트롱, 애린 제크 |
| MCM 코믹콘 런던 2021                | 2021년 10월 22~24일 | 엑셀 런던 |                   | 톰 히들스턴, 소피아 디마티노, 조너선 메이저스, 찰리 콕스, 벤 반스, 앤젤리 비마니, 짐 커밍스, 데이비드 헤이터, 캐롤리나 레바사, 데버라 앤 월 |
| MCM 코믹콘 런던 2022                | 2022년 5월 27~29일  | 엑셀 런던 |                   | 에런 로버츠, 알레산드로 미첼리, 알렉산더 로스, 앨리슨 샘슨, 암스트롱 I 빅스, 애션스, 아시아 알파시, 밥 홀, 불릿, CDawgVA, 찰리 빅스, 크리스천 워드, 클라우디아 브래드스톤, 클리포드 채핀, 클라이브 잭슨, 시아린, 댄 포글러, 단테 바스코, 데이브 존슨, 데이비드 아잘라, 더그 코클, 에다치, 엠마 비첼리, 에리카 할래커, 이브 스미스, 프란체스카 메이, 프란체스카 밀스, 프란체스코 디미트리, 게리 어스킨, 기국, 레인 인 더 걸, 아트를 하는 남자, 휴고 체그윈, 자넷 바니, 제스 테일러, JL 스트로, J.L. 워러드, J.M. 미로, 조 프루이트, 조시 위닝, 조엘 존스, 저스틴 브리너, 킷 버스, 킷 윗필드, 크리스틴 맥과이어, 쿠갈리, 카일 필립스, 로라 세바스티안, 루시아 케스킨, 루시 홀랜드, 마크 엘러비, 마크 레이밍, 마크 실콕스, 맷 웨소로스키, 나이젤 파킨슨, 놀런 노스, 노리 아트, 옥스벤처 출연진 (조니 키오디니, 앤디 패런트, 제인 더글러스, 마이크 채널, 엘렌 로즈, 루크 웨스트어웨이), 폴 코넬, 폴 젠킨스, 파우스코르피, 피터 밀리건, 파이파스 아트, 램 V, 로버트 시핸, 로스 마퀀드, 림 케카차, 사만다 섀넌, 사이먼 밀러, 소니아 렁, 스타크 홀본, 시드스냅, 더 애니메 맨, 티아 코피, T.L. 후추, 토비 레그보, 톰스카, 트레이시앤 오버먼, 트리나 니시무라, 워윅 존슨-캐드웰, 윌 카버                                                                           |
| MCM 코믹콘 런던 2022                | 2022년 10월 28~30일 | 엑셀 런던 |                   | 콜린 베이커, 트로이 베이커, 데이비드 브래들리, 레이 체이스, 앤서니 대니얼스, 피터 데이비슨, 로비 데이먼드, 에리카 듀랜스, 토드 하버콘, 브라이언 헤링, 실베스터 매코이, 폴 맥갠, 맥스 미틀먼, 메이슨 알렉산더 파크, 존 리스데이비스, 메건 쉽먼, 앨런 튜딕, 나탈리 반 시스틴, 로라 밴더부트, 크리스티나 비, 톰 웰링 |
| MCM 코믹콘 런던 2023                | 2023년 5월 26~28일  | 엑셀 런던 |                   | 발더스 게이트 3 출연진 (닐 로버츠, 조슈아 윈차드, 조지 테일러, 이선 리드, 베스 파크, 조쉬 위든, 에메랄드 오핸러핸, 틸리 스틸, 티나 반즈, 앤드루 윈콧, 스콧 조셉, 해리엇 커쇼, 커스티 길모어, 엠마 그레고리, 데이브 존스), 레이첼 릴리스, 베로니카 테일러, 제이 구데, 에릭 스튜어트, 댄 그린, 마르타 스베텍, 켈렌 고프, 사라 밀러-크루즈, 앨리슨 두디, 줄리언 글러버, 폴 프리먼, 케빈 맥널리, 폴 블레이크, 다니엘 비서티, 앨러스터 덩컨, 라이언 허스트, 서니 설직, 레아 노우드, 헤일 애플먼, 하비 기옌, 케이반 노박, 이몬 패런, 바비 브리드, 앨런 데이비스, TJ 클루네, 토니 모이, 케이시 파슨스, 네이선 포드, 크리스천 네언, 콘 오닐, 데이비드 브래들리 |
| MCM 코믹콘 런던 2023                | 2023년 10월 27~29일 | 엑셀 런던 |                   | 크리티컬 롤 출연진 (매슈 머서, 로라 베일리, 샘 리겔, 트라비스 윌링햄, 애슐리 존슨, 리엄 오브라이언, 탈리에신 재피, 마리샤 레이), 발더스 게이트 3 출연진 (아멜리아 타일러, 데이브 존스, 데보라 와일드, 엠마 그레고리, 제니퍼 잉글리시, 닐 뉴본, 사만다 베아트, 테오 솔로몬, 팀 다우니, 트레이시 와일스), 제레미 아담스, C. L. 클락, 더그 코클, 스티브 다운즈, 애슐리 그린, 마크 헐메스, 케빈 매과이어, 제임스 C. 멀리건, 라이언 오틀리, 카리 페이턴, 앤드루 스콧, 린지 시델, 젠 타일러, 에런 디스뮤크, 아담 맥아더, 카이지 탱, 스티븐 아멜, 케일리 맥키, 린지 시델, 리건 머독, 라이언 콜트 레비, 사라 위델헤프트, 데니즈 고프, 블루 히드라게아, 펄리샤 데이, 조니 키오디니 |
| MCM 코믹콘 런던 2024                | 2024년 5월 24~26일  | 엑셀 런던 |                   | 발더스 게이트 3 출연진 (베스 파크, 조쉬 위든, 닐 로버츠, 조지 테일러, 해리엇 커쇼, 커스티 길모어, 틸리 스틸, 앤드루 윈콧), 소니 스트레이트, 이안 싱클레어, 콜린 클링컨비어드, 크리스토퍼 새벗, 루시 크리스천, 에릭 발레, 마이크 맥파랜드, 브렌던 웨인, 에밀리 스월로, 카일리 베르노프, 테이트 플레처, 테뮤라 모리슨, 로비 데이먼드, 패트리샤 서머셋, 숀 치플록, 크리스티나 비, 빌리 해리스, 콜라 보킨니, 토히브 지모, 크리스토 페르난데스, 필 던스터, 막시밀리안 오신스키, 케빈 맥널리, 헬렌 퀴글리, 키스 페이지, 롭 폴슨, 제스 하넬, 짐 커밍스, 로저 크레이그 스미스, 콜린 오쇼너시, 라이언 바틀리, 데이브 B. 미첼, 메일리 플래너건, 말로리 로닥, 조던 대쉬 크루즈, 이시 아데올라, 초리자 메이, 톰스카, 민디 리, 나이젤 파킨슨, 스테파노 카셀리, 제임스 C. 멀리건 |
| MCM 코믹콘 런던 2024                | 2024년 10월 25~27일 | 엑셀 런던 |                   | 발더스 게이트 3 출연진 (닐 뉴본, 제니퍼 잉글리시, 데보라 와일드, 테오 솔로몬, 알리오나 바라노바, 팀 다우니, 아멜리아 타일러, 트레이시 와일스, 사만다 베아트, 엠마 그레고리, 데이브 존스, 앤드루 윈콧, 이선 리드, 스콧 조셉, 타마린 페인, 조슈아 윈차드, 조지 테일러, 닐 로버츠), 라나 파리야, 리베카 메이더, 숀 매과이어, 매슈 베인턴, 로렌스 리카드, 앨리 미샤카, 어맨다 미샤카, 에이미 카레로, 애디왈레이 애키누에이아그바제이, 카란 애슐리, 월터 존스, 빌리 웨스트, 모리스 라마시, 알렉스 브라이트맨, 브랜든 로저스, 세라 나토체니, 에리카 슈로더, 리사 오티즈, 잭 타일러, 미카엘라 질 머피, 제임스 시, 제니 관, 놀런 노스, 리처드 맥고너글, 에밀리 로즈, 리코 파하르도, 매트 쉽먼, 드루 브리드러브, 제이슨 스피색, 내추럴 식스 출연진 (해리 맥엔타이어, 벤 스타, 홀리 베넷, 알렉스 조던, 더그 코클, 아오이페 윌슨), 레이첼 스미스, 클린트 맥엘로이, 트라비스 맥엘로이, 톰스카, 데미안 하스, 케브 베이리스, 스티브 메일스, 데이비드 와이즈, 그레그 메일스, V.E. 슈왑, 알렉산더 뉴월, 샤한 함자, 로우리 데이비스, 조 퀴뇨네스, 세실 카스텔루치, 사바 타히르, 엘라 퍼넬, 폴 코넬, 엘라 맥레오드, 타샤 수리, 애쉬 본드, 엘리자 찬, 뱁스 타르, 사라 그레일리, 엘시 러브락, 마크 엘러비, 에렌 안지올리니, 하미쉬 스틸, 옌 이 테이, 리 타운젠드, 안나 필락틱 |
| MCM 코믹콘 런던 2025                | 2025년 5월 23~25일  | 엑셀 런던 |                   | 에런 디스뮤크, 폴 카스트로 주니어, 스티브 카데나스, 카란 애슐리, 월터 존스, 데이비드 테넌트, 타이 테넌트, 댄 포글러, 조너선 브루, 패튼 오즈월트, 데비 데리베리, 로런 랜다, 사라 위델헤프트, 브리아나 니커보커, 단테 바스코, 스테퍼니 비어트리즈, 블레이크 로만, 키미코 글렌, 엘시 러브락, 미셸 앙, 노쉬르 달라, 메러디스 샐린저, 나지 지터, 롭 폴슨, 랜디 로겔, 스탠리 아트저 라우, 케이든 피닉스, 스티브 태너, 에렌 안지올리니, 데니스 멘히어, 톰 킹, 패트릭 멀홀랜드, 마크 브룩스, 미치 게라즈, 앤드루 리 그리피스, 크리스 콘돈, 타일러 커크햄, 캣 헵번, 앤디 다시 테오, 브리오니 피어스, 스칼렛 던모어, 브라이언 던건, 숀 고든 머피, 코린 M 하웰, 마크 레이밍, 리 브래들리, 신시아 소, 에스미 지키엠-피어슨, 에이드리언 차이콥스키, 제네비브 코그먼, V. 카스트로, 레이첼 스미스, 사라 그레일리, 제이콥 필립스, 존 해리스 더닝, 데이비드 리치, 타히레 마피, 베스 리클스, 그레이스 커티스, 조쉬 위닝, 에이미 맥코, 아란차 카스티야-라 만차, 스칼렛 할렛, 폴 프라이, 존 J. 피어슨, 앨리슨 샘슨, 하미쉬 스틸, 알렉스 노리스, 리 타운젠드, 선플워, 엘레나 비타글리아노, 알윈 해밀턴, 알리야 화이틀리, 가레스 L. 파웰, 올리버 K. 랭미드, 헤이즐 맥브라이드                                                                                                   |
| MCM 코믹콘 런던 2025                | 2025년 10월 24~26일 | 엑셀 런던 |                   | |

## 같이 보기
- 다장르 컨벤션 목록
- 런던 영화 및 코믹 콘
- 팬덤